# Purple Haze (cannabis)

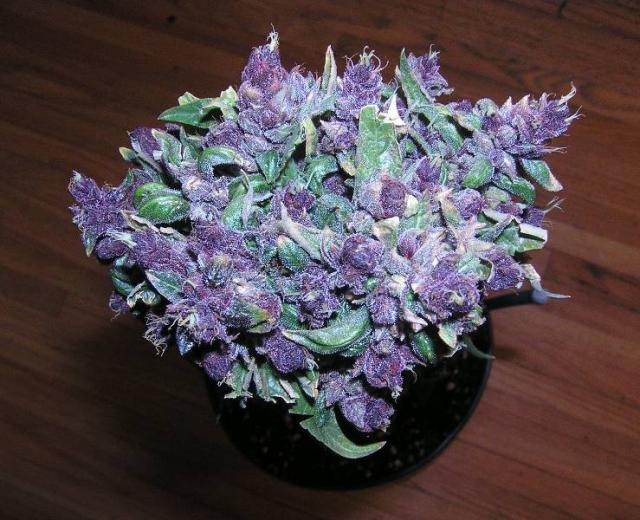
Purple Haze

Purple Haze is een zogeheten ‘paarse’ wietsoort. Deze soort is vooral bekend geworden door het gelijknamige nummer van Jimi Hendrix, waar de cannabis naar vernoemd is. Het was daarmee de meest geconsumeerde soort tijdens Woodstock.
Purple Haze is een zogenaamde cannabis sativa en geeft de gebruiker een euforisch en vrolijk gevoel. De plant heeft een hoog THC-gehalte.  De soort leent zich zowel voor binnen- als buitenkweek en heeft een gemiddelde opbrengst.
De paarse kleur in Purple Haze wordt veroorzaakt door anthocyaan. Naarmate het kouder wordt in de herfst, zullen deze kleurstoffen een paarse kleur laten zien. Tevens zijn deze kleuren niet alleen terug te vinden in de bloem, maar ook in de bladeren en takken. Overigens is Purple Haze niet altijd paars. Wordt de plant namelijk in de laatste weken van de bloei blootgesteld aan temperaturen hoger dan 10 graden, dan is de kans op de paarse kleur kleiner.